# Roman Hordyński
Roman Hordyński, ps. Ryszard (ur. 9 sierpnia 1924 w Bydgoszczy, zm. 27 lipca 1986 w Sopocie) – polski architekt, prezes Stowarzyszenia Architektów Polskich (1985–1986).

## Życiorys
W 1944 zdał konspiracyjnie maturę w Warszawie. Był także absolwentem Szkoły Piechoty Rezerwy Agricola. W powstaniu warszawskim w stopniu kaprala podchorążego walczył w 3 kompanii „Giewonta” batalionu „Zośka” AK, został ranny. Po powstaniu był więźniem niemieckiego obozu koncentracyjnego Flossenbürg.

Po II wojnie światowej mieszkał w Sopocie. W 1952 uzyskał tytuł magistra inżyniera architekta na Wydziale Architektury Politechniki Gdańskiej. W latach 1954–1978 pracował w biurze projektów „Miastoprojekt” w Gdańsku, 1978–1984 – w Zakładzie Projektowania i Usług Inwestycyjnych „Inwestprojekt”, od 1984 – w spółdzielni pracy „Zespół Autorskich Pracowni Architektonicznych”. Był głównym projektantem planu odbudowy gdańskiego Starego Miasta (1956–1960), współprojektantem dzielnicy Stare Przedmieście (1961), osiedli Pomorska I i Wejhera (1960–1970), osiedla Żabianka (1965–1978) i dzielnicy Zaspa (1968), zaś poza Gdańskiem: Starogardu Południe (1958), Starego Miasta w Elblągu (1959) i Przylesia w Sopocie (1968–1970). Za projekt Starego Przedmieścia otrzymał nagrodę przewodniczącego Komitetu Budownictwa, Urbanistyki i Architektury. W 1978 otrzymał funkcję generalnego projektanta zespołu dzielnic Gdańsk-Południe, w którego ramach zaprojektował dzielnicę Szadółki-Zakoniczyn. W 1979 Minister Kultury i Sztuki nadał mu Status Twórcy nr 32. 

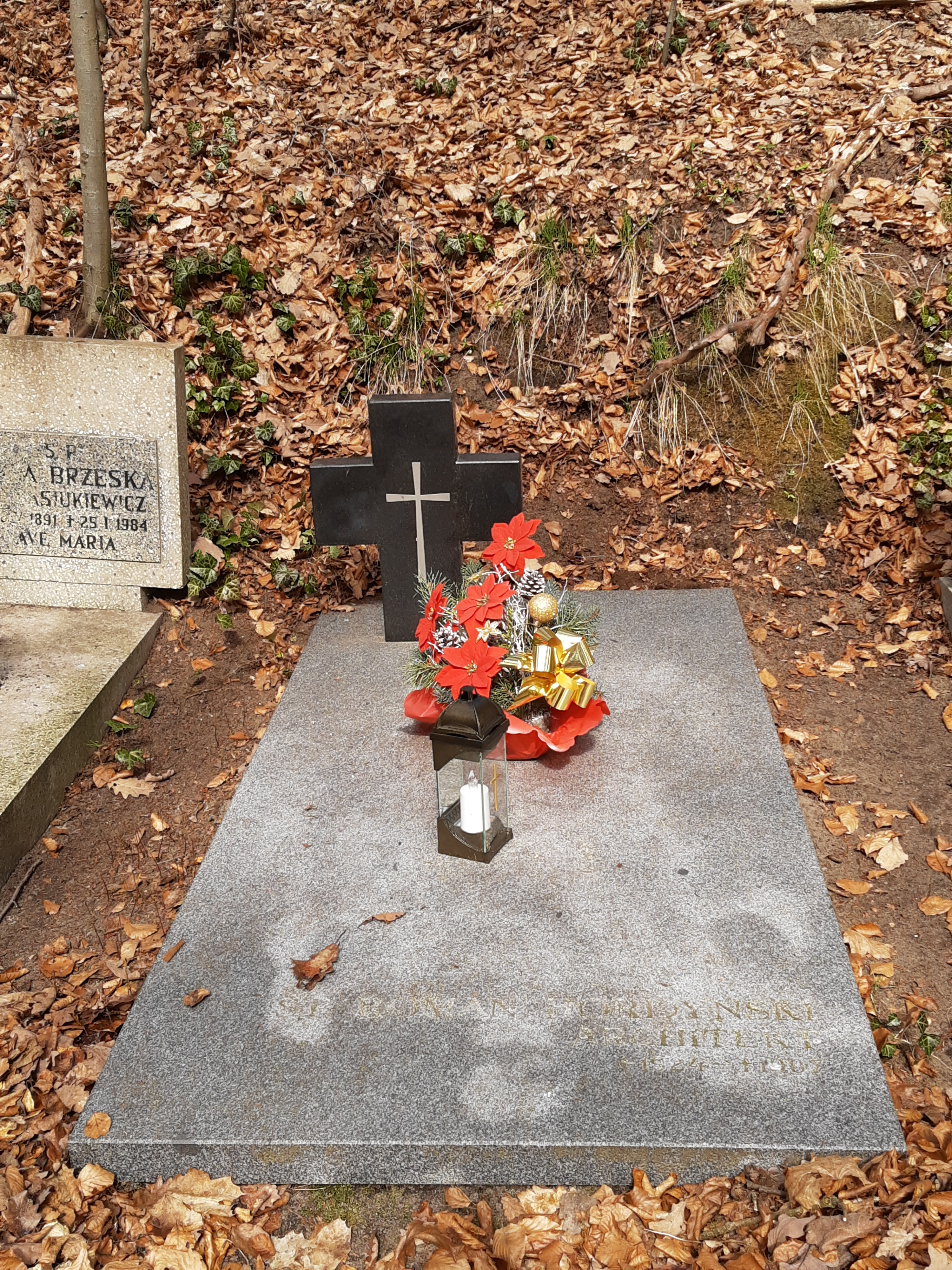
Grób architekta Romana Hordyńskiego na cmentarzu komunalnym w Sopocie

Jako działacz Stowarzyszenia Architektów Polskich sprawował funkcje przewodniczącego Okręgowej Komisji Rewizyjnej (1971–1974), wiceprezesa Zarządu Okręgu (1960–1962), prezesa ZO (1964–1971 i 1974–1980) oraz prezesa SARP (1985–1986).
Został pochowany na cmentarzu komunalnym w Sopocie (kwatera N2-2-13).

## Ordery i odznaczenia
- Krzyż Kawalerski Orderu Odrodzenia Polski (1974)
- Krzyż Walecznych
- Złota Odznaka SARP (1972)

## Nagrody
- Nagroda przewodniczącego Komitetu Budownictwa, Urbanistyki i Architektury (1961)
- I nagroda (ze Stefanem Grochowskim i Teresą Opic) w konkursie na projekt koncepcyjny zagospodarowania przestrzennego terenów polotniskowych w Gdańsku (1969)[5]
- Nagroda Miasta Gdańska w Dziedzinie Kultury „Splendor Gedanensis” (1977)[6]